# Palmellopsidaceae
Palmellopsidaceae, porodica zelenih algi u redu Chlamydomonadales. Ime je dobila po rodu Palmellopsis. Pripada joj četrdesetak (47) vrsta

## Rodovi
1. Apiococcus Korshikov, 1
2. Asterococcus Scherffel, 5
3. Chlamydocapsa Fott, 6
4. Gloeococcus A.Braun, 10
5. Nautocapsa H.Ettl & O.Ettl, 1
6. Palmellopsis Korshikov, 4
7. Ploeotila T.Mrozinska-Webb, 1
8. Pseudosphaerocystis Woronichin, 4
9. Pseudotetraspora Wille, 3
10. Schizodictyon R.H.Thompson , 1
11. Sphaerellocystis Ettl, 8
12. Tetrasporidium Möbius, 3

## Vanjske poveznice
|  | Zajednički poslužitelj ima još gradiva o temi Palmellopsidaceae |
|  | Wikivrste imaju podatke o taksonu Palmellopsidaceae             |